# Schizonoda
Schizonoda es un género de insecto coleóptero de la familia Chrysomelidae.

## Especies
Las especies de este género son:
- Schizonoda aresca Bechyne, 1983
- Schizonoda eloquens Bechyne, 1983